# Phạm Trung Uy
Phạm Trung Uy (sinh năm 1965) là thẩm phán cao cấp người Việt Nam. Ông hiện giữ chức vụ Chánh án Tòa án nhân dân tỉnh Quảng Ngãi. 

## Tiểu sử
Phạm Trung Uy sinh năm 1965, quê quán tại xã Nghĩa Kỳ, huyện Tư Nghĩa, tỉnh Quảng Ngãi.
Ông có bằng Cử nhân Luật.
Ông là đảng viên Đảng Cộng sản Việt Nam.
Ngày 23 tháng 4 năm 2013, Phạm Trung Uy, Phó Chánh án Tòa án nhân dân tỉnh Quảng Ngãi được Chánh án Tòa án nhân dân tối cao Việt Nam Trương Hòa Bình bổ nhiệm giữ chức vụ Chánh án Tòa án nhân dân tỉnh Quảng Ngãi nhiệm kì 5 năm theo Quyết định số 1067/QĐ-TCCB ngày 23/4/2013.
Hiện nay (2018), ông đang là Bí thư Ban cán sự Đảng Cộng sản Việt Nam Tòa án nhân dân tỉnh Quảng Ngãi, Chánh án Tòa án nhân dân tỉnh Quảng Ngãi.